# Planodascalia aguayoi
Planodascalia aguayoi är en insektsart som beskrevs av Metcalf och Bruner 1948. Planodascalia aguayoi ingår i släktet Planodascalia och familjen Flatidae. Inga underarter finns listade i Catalogue of Life.